# 板倉重治
板倉 重治（いたくら しげはる）は、江戸時代中期の大名。伊勢亀山藩主、のち志摩鳥羽藩主を経て、再び亀山藩主として再封された。板倉家宗家6代。

## 生涯
元禄10年（1697年）、亀山藩主板倉重冬の長男として生まれる。宝永6年（1709年）に父が死去したため、家督を継いだ。宝永7年（1710年）1月26日に志摩鳥羽に移封される。正徳元年（1711年）6月に従五位下・近江守に叙位・任官する。

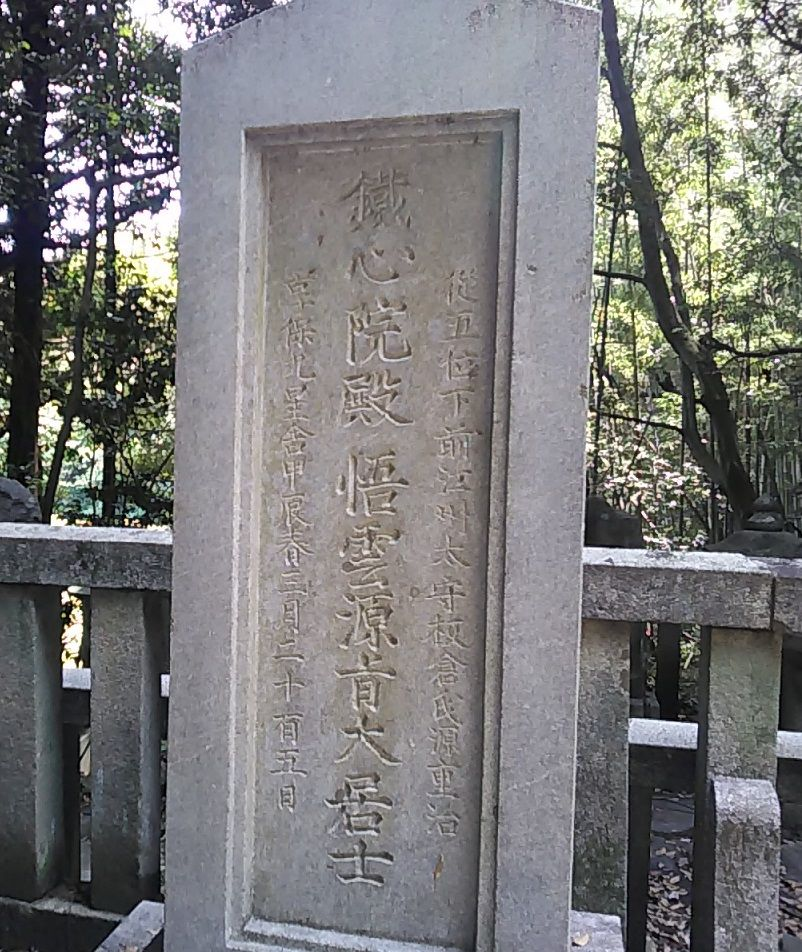
板倉重治の墓(西尾市長圓寺)

享保2年（1717年）11月、再び亀山藩に戻される。しかし相次ぐ移封で、藩財政が苦しくなったといわれている。享保9年（1724年）3月25日に死去した。享年28。跡を長男の勝澄が継いだ。